# 정8위
정8위(正八位)는 일본의 위계 중 하나이다. 종7위 아래, 종8위 윗 단계에 위치한다.

## 개요
율령제에서는 정8위상과 정8위하 두 단계로 나뉘었다. 메이지 시대 초기 태정관 제도에서는 상하가 폐지되었다. 정8위는 신기관의 권소사(権少史), 태정관의 주기(主記) 등에 해당한다.

## 같이 보기
- 관위
- 추증
- 대부